# National (Verenigde Staten)
National is een historisch Amerikaans motorfietsmerk.
Onder deze merknaam zouden rond 1914 kopieën van de Amerikaanse MM-motorfietsen verkocht zijn. Of National deze motorfietsen ook zelf produceerde is niet bekend.